# Alfie (film 1966)
Alfie – brytyjski film z 1966 roku w reżyserii Lewisa Gilberta. Adaptacja opowiadania i sztuki Billa Naughtona, który jest również autorem scenariusza.
W 2004 powstał remake filmu pod tym samym tytułem w reżyserii Charlesa Shyera. W roli tytułowej wystąpił Jude Law.

## Role główne
- Michael Caine – Alfie Elkins
- Shelley Winters – Ruby
- Millicent Martin – Siddie
- Julia Foster – Gilda
- Jane Asher – Annie
- Shirley Anne Field – Carla
- Vivien Merchant – Lily
- Eleanor Bron – The Doctor
- Denholm Elliott – The Abortionist
- Alfie Bass – Harry Clamacraft
- Graham Stark – Humphrey
- Murray Melvin – Nat
- Sydney Tafler – Frank